# Самодумовка (Могилёвская область)
Самодумовка (бел. Самадумаўка) — деревня в Кировском районе Могилёвской области Беларуси. Входит в состав Скриплицкого сельсовета.

## География
Деревня находится в юго-западной части Могилёвской области, к востоку от реки Добысны, к югу от автодороги Н-10453, на расстоянии приблизительно 14 километров (по прямой) к востоку от города Кировска, административного центра района. Абсолютная высота — 154 метра над уровнем моря. Площадь населённого пункта — 0,3437 км².
Климат деревни характеризуется как влажный континентальный, с тёплым летом (Dfb в классификации климатов Кёппена).

## История
В начале XX века известна как хутора Самодумка. До 4 июня 1965 года входила в состав Боровицкого сельсовета.

## Население
По данным переписи 2019 года, в деревне проживало 33 человека.
| Год  | Население, человек |
| ---- | ------------------ |
| 2009 | 43                 |
| 2019 | ↘ 33               |